# Хірбет-аль-Мааза (нохія)
Хірбет-аль-Мааза (араб. ناحية خربة المعزة‎‎) — нохія у Сирії, що входить до складу району Тартус провінції Тартус. Адміністративний центр — м. Хірбет-аль-Мааза.
| Сирія | Це незавершена стаття з географії Сирії. Ви можете допомогти проєкту, виправивши або дописавши її. |